# The Survivors’ Suite
The Survivors’ Suite ist ein Jazzalbum von Keith Jarrett, aufgenommen im April 1976 und im Jahr 1977 von ECM Records veröffentlicht.

## Das Album
Keith Jarretts „amerikanisches Quartett“ entstand 1971 aus dem Trio des Pianisten mit dem Bassisten Charlie Haden und dem Schlagzeuger Paul Motian, dessen Album Live Between the Exit Signs 1966 auch das Debütalbum des jungen Jarrett war. Der hinzustoßende Saxophonist Dewey Redman kam damals aus dem Kreis um Ornette Coleman und verarbeitete in seinem Spiel in Keith Jarretts Quartett auch Elemente des Free Jazz; aber noch stärker blieb sein Bezug zur hart swingenden Texas-Tenorsaxophon-Tradition. Das Quartett erreichte nach Richard Cook und Brian Morton zwar „nie die Höhen und das fest telepathische Verstehen des ‚europäischen Quartetts‘ (aus Garbarek, Danielsson und Christensen), zeigte aber dennoch ein hohes Maß an kreativer Spannung,“ was sich in zahlreichen Studio-Alben für Atlantic und Impulse! Records, wie Morning of a Star, Birth, El Juicio (The Judgement), Treasure Island und Byablue manifestierte. Bei der letzten Studio-Session des Quartetts entstand die breit angelegte  Survivors’ Suite, die sich teilweise an ethnische Musik anlehnt. Im Studio wurden  teilweise weitere Instrumente aufgenommen und mit Hilfe von Overdubbing über das Spiel des Quartetts gelegt.

## Die Titel
1. Beginning (Jarrett) 27:12
2. Conclusion (Jarrett) 21:18

## Würdigung
Für den Melody Maker war die Survivors’ Suite 1977 das „Album des Jahres“. 1978 erhielt es den Deutschen Schallplattenpreis. Cook und Morton bezeichnen es in ihrer Besprechung als ein „Meisterwerk, bei dem das Quartett an einem Strang zieht und jedes Mitglied mit Leidenschaft und ganzem Herzen dabei ist“. Biograph Ian Carr kommt 1992 zum Ergebnis, dass das Album das amerikanische Quartett Jarretts mit einer „großartigen Bestleistung“ präsentiert: „Prozess und Produkt sind eines, und jeder der Musiker ist total auf die Musik fokussiert.“
Sowohl Jarrett-Biograph Ian Carr (Keith Jarrett: The Man and His Music) als auch Wolfgang Sandner bezeichnen The Survivor’s Suite als das beste Album des American Quartet des Pianisten.